# شهرستان ژونگ
شهرستان ژونگ (ژونگ‌شیان) (به چینی: 忠县، به پین‌یین: Zhōngxiàn) یک شهرستان تابع شهر چونگ‌چینگ، در جمهوری خلق چین است. شهرستان ژونگ (ژونگ‌شیان) ۲٬۱۸۴ کیلومتر مربع مساحت و ۷۵۱٬۴۰۰ نفر جمعیت دارد.
تا پیش از سال ۱۹۹۲ میلادی، شهرستان ژونگ (ژونگ‌شیان) تابع ولایت وان‌شیان در استان سیچوان بود.
در دسامبر سال ۱۹۹۲، ولایت وان‌شیان به شهر در سطح ولایت وان‌شیان ارتقاء یافت. شهرستان ژونگ (ژونگ‌شیان) تابع شهر وان (وان‌شیان) قرار گرفت.
در دسامبر ۱۹۹۷، «شهر در سطح ولایت وان‌شیان» منحل شد مناطق و شهرستان‌های تابع آن، منجمله شهرستان ژونگ (ژونگ‌شیان) به شهر جدید التاسیس در سطح استان چونگ‌چینگ پیوستند.